# Liste der Kulturdenkmale in Tümlauer-Koog
Die Liste der Kulturdenkmale in Tümlauer-Koog enthält die denkmalgeschützten Kulturdenkmale auf dem Gebiet der Gemeinde Tümlauer-Koog im Kreis Nordfriesland, Schleswig-Holstein (Stand: 10. März 2025).

## Legende
In den Spalten befinden sich folgende Informationen:
- Objekt-ID: die Nummer des Kulturdenkmales
- Lage: die Adresse des Kulturdenkmales und die geographischen Koordinaten. Kartenansicht, um Koordinaten zu setzen. In der Kartenansicht sind Kulturdenkmale ohne Koordinaten mit einem roten Marker dargestellt und können in der Karte gesetzt werden. Kulturdenkmale ohne Bild sind mit einem blauen Marker gekennzeichnet, Kulturdenkmale mit Bild mit einem grünen Marker.
- Offizielle Bezeichnung: Bezeichnung des Kulturdenkmales
- Beschreibung: die Beschreibung des Kulturdenkmales
- Bild: ein Bild des Kulturdenkmales

## Bauliche Anlagen
| Objekt-ID | Lage                                        | Offizielle Bezeichnung | Beschreibung | Bild |
| --------- | ------------------------------------------- | ---------------------- | --- | ---- |
| 4409      | Koogstraße 35 (54° 20′ 55″ N, 8° 41′ 21″ O) | ehemalige Schule       | ehem. Schule; 1935; eingeschossiger, traufständiger Backsteinbau unter reetgedecktem Schopfwalmdach, Risalit mit Zwerchgiebel und Terrakottaschmuck, rückwärtig Runderker unter Reetdach - Begründung: geschichtlich, Kulturlandschaft prägend - Schutzumfang: gesamtes Objekt - Denkmaltyp: Bauliche Anlage | BW   |

## Quelle
- Liste der Kulturdenkmale in Schleswig-Holstein – Kreis Nordfriesland (PDF)

- Karte mit allen Koordinaten:
- OSM |
- WikiMap